# Régis Goddyn
Pour les articles homonymes, voir Goddyn et Régis.
Œuvres principales
- Série Le Sang des sept rois

Régis Goddyn, né le 27 décembre 1967 à Amiens, est un écrivain français de fantasy et de science-fiction.

## Biographie
Successivement instituteur, professeur de lycée professionnel, puis professeur agrégé en arts plastiques, Régis Goddyn enseigne à l'université Paris-XIII de 2006 à 2011, puis à l'école supérieure du professorat et de l'éducation au sein de l'université de Picardie. 
Il entreprend en 2010 l'écriture d'une heptalogie : Le Sang des sept rois publiée aux éditions L'Atalante, dont le dernier tome est paru en 2016. Les deux premiers tomes de la saga sont traduits en langue allemande chez l'éditeur Cross Cult. Le tome 1, Das Blut der sieben Könige, est paru le 3 décembre 2018. Le tome 2 est paru en juillet 2019 sous le sous-titre Exil. La série est en cours de réédition au format poche aux éditions l'Atalante.
En 2018, Régis Goddyn écrit le scénario d'une bande dessinée avec Régis Hautière (co-scénariste) et Mohamed Aouamri (dessinateur), éditée chez Casterman sous le titre Zibeline. L'album est paru en français et en néerlandais, une traduction en langue allemande est en préparation. Le tome 2 de Zibeline est paru en 2020 sous le titre Retour à Tikiland.
En 2019, Régis Goddyn a publié un roman indépendant, L'Ensorceleur des choses menues, dans lequel il met en scène un vieil homme se trouvant contraint à partir en voyage. Ce roman traite de la difficulté à comprendre ceux qui ne nous ressemblent pas, mais aussi de la lutte des classes et à ce que chacun est prêt à faire pour conserver sa position sociale.

## Œuvres

### SérieLe Sang des sept rois
1. Le Sang des sept rois - Livre premier, L'Atalante, coll. « La Dentelle du cygne », 2013, 416 p.  (ISBN 978-2-84172-625-7)Réédition, L'Atalante, coll. « La Petite Dentelle », 2020 464 p. (ISBN 979-10-360-0050-8)
2. Le Sang des sept rois - Livre deuxième, L'Atalante, coll. « La Dentelle du cygne », 2013, 416 p.  (ISBN 978-2-84172-643-1)Réédition, L'Atalante, coll. « La Petite Dentelle », 2020 464 p. (ISBN 979-10-360-0043-0)
3. Le Sang des sept rois - Livre trois, L'Atalante, coll. « La Dentelle du cygne », 2014, 416 p.  (ISBN 978-2-84172-663-9)Réédition, L'Atalante, coll. « La Petite Dentelle », 2020 464 p. (ISBN 979-10-360-0055-3)
4. Le Sang des sept rois - Livre quatre, L'Atalante, coll. « La Dentelle du cygne », 2014, 416 p.  (ISBN 978-2-84172-676-9)Réédition, L'Atalante, coll. « La Petite Dentelle », 2020 464 p. (ISBN 979-10-360-0056-0)
5. Le Sang des sept rois - Livre cinq, L'Atalante, coll. « La Dentelle du cygne », 2015, 432 p.  (ISBN 978-2-84172-703-2)Réédition, L'Atalante, coll. « La Petite Dentelle », 2020 480 p. (ISBN 979-10-360-0061-4)
6. Le Sang des sept rois - Livre six, L'Atalante, coll. « La Dentelle du cygne », 2015, 448 p.  (ISBN 978-2-84172-742-1)Réédition, L'Atalante, coll. « La Petite Dentelle », 2020 512 p. (ISBN 979-10-360-0064-5)
7. Le Sang des sept rois - Livre sept, L'Atalante, coll. « La Dentelle du cygne », 2016, 448 p.  (ISBN 978-2-84172-757-5)Réédition, L'Atalante, coll. « La Petite Dentelle », 2020 512 p. (ISBN 979-10-360-0075-1)
8. Le Sang des sept rois - Prélude I, L'Atalante, coll. « La Dentelle du cygne », 2021, 352 p.  (ISBN 979-10-360-0073-7)
9. Le Sang des sept rois - Prélude II, L'Atalante, coll. « La Dentelle du cygne », 2022, 368 p.  (ISBN 979-10-360-0108-6)

### Roman indépendant
- L'Ensorceleur des choses menues, L'Atalante, coll. « La Dentelle du cygne », 2019, 480 p.  (ISBN 978-2-84172-889-3)Réédition, L'Atalante, coll. « La Petite Dentelle », 2022 560 p. (ISBN 979-10-360-0118-5)
- D'où viennent les nuages, L'Atalante, coll. « La Dentelle du cygne », 2024, 168 p.  (ISBN 979-10-360-0182-6)

### Nouvelles
- Tant qu'il y aura des sirènes, Mnémos, 2014Parue dans le recueil Bardes et Sirènes
- Un radeau sur le Styx, Mythologica, 2016Parue dans le recueil Légendes abyssales
- Althéa, Rooibos Éditions, 2017Parue dans le recueil Comme un poisson hors de l'eau-1
- La Tour de Lille, AR2L Hauts de France, 2018
- Les Comptes fantastiques de Paris, Rivière Blanche, 2019Parue dans le recueil Dimensions époque contemporaine
- D'où viennent les nuages, AR2L Hauts de France, 2019
- Albédo, Galaxies 3A, 2020Parue dans la revue Galaxies no 63

### Bandes dessinées

#### SérieZibeline
1. Zibeline, Casterman, 2019Écrit avec Mohamed Aouamri (illustrateur) et Régis Hautière (auteur).
2. Retour à Tikiland, Casterman, 2020Écrit avec Mohamed Aouamri (illustrateur) et Régis Hautière (auteur).

## Nominations
- Prix Imaginales 2013 pour Le Sang des sept rois - Livre premier
- Prix Elbakin 2013 pour Le Sang des sept rois - Livre premier
- Prix Bob-Morane 2013 pour Le Sang des sept rois - Livre premier
- Prix du livre numérique 2013 pour Le Sang des sept rois - Livre premier
- Prix Merlin 2013 pour Le Sang des sept rois - Livre premier et Le Sang des sept rois - Livre deux
- Grand prix de l'Imaginaire 2014 pour Le Sang des sept rois - Livre premier et Le Sang des sept rois - Livre deux
- Finaliste du prix Futuriales 2014 catégorie adulte pour Le Sang des sept rois - Livre deux
- Prix Julia-Verlanger 2014 pour Le Sang des sept rois
- Prix imaginaire de la 25e heure du livre du Mans 2019 pour L'Ensorceleur des choses menues
- Prix Elbakin 2019 pour L'Ensorceleur des choses menues